# شاونیک
شهر شاونیک (به روسی: Шавник) در کشور مونته‌نگرو واقع شده‌است. جمعیت این شهر ۵۷۰ نفر  است. در تاریخ ۱۸۶۱ به عنوان شهر شناخته شد.